# Masahiko Ichikawa
Masahiko Ichikawa (市川 雅彦 Ichikawa Masahiko?, nacido el 17 de septiembre de 1985 en Tokio) es un exfutbolista japonés. Jugaba de delantero y su último club fue el Omiya Ardija de Japón.

## Trayectoria

### Clubes
| Club         | País  | Año         |
| ------------ | ----- | ----------- |
| Omiya Ardija | Japón | 2008 - 2012 |
| Tokyo Verdy  | Japón | 2011        |

## Estadística de carrera

### J. League
| Club         | Año   | J. League | J. League | Copa J. League | Copa J. League | Total | Total |
| Club         | Año   | Part.     | Goles     | Part.          | Goles          | Part. | Goles |
| ------------ | ----- | --------- | --------- | -------------- | -------------- | ----- | ----- |
| Omiya Ardija | 2008  | 1         | 0         | 2              | 0              | 3     | 0     |
| Omiya Ardija | 2009  | 9         | 1         | 2              | 0              | 11    | 1     |
| Omiya Ardija | 2010  | 23        | 0         | 6              | 0              | 29    | 0     |
| Tokyo Verdy  | 2011  | 7         | 1         | -              | -              | 7     | 1     |
| Omiya Ardija | 2012  | 1         | 0         | 2              | 0              | 3     | 0     |
| Total        | Total | 41        | 2         | 12             | 0              | 53    | 2     |